# Пепино Галиарди
Пепино Галиарди (на италиански: Peppino Gagliardi) е италиански певец, популярен в Европа през 1960-те и 1970-те години. Той се явява за първи път на фестивала Сан Ремо през 1963 година с една романтична песен „T'amo e t'amerò“ (Обичам те и ще те обичам), която му носи почти моментална слава. Следват още няколко хита и две втори места на фестивала в Сан Ремо.
В България най-известната му песен по всяка вероятност е „Un Amore Grande“ (Една голяма любов). Неговата популярност постепенно запада през 1980-те и 1990-те. Последното му появяване в Сан Ремо е през 1993 година.

## Дискография

### Студийни албуми
- 1965 – Peppino Gagliardi (Jolly, LPJ 5048)
- 1967 – Peppino Gagliardi (Det, MDG 2003)
- 1968 – Peppino Gagliardi (Zeus, BE 0021)
- 1971 – Un anno...tante storie d'amore (King, NLP 101)
- 1972 – I sogni miei non hanno età (King, NLP 102)
- 1972 – Le mie immagini (King, NLP 105)
- 1972 – Peppino Gagliardi (Amico, ZSKF 55043)
- 1973 – ...sempre... (King, NLP 106)
- 1973 – T'amo e t'amerò (Zeus)
- 1974 – Vagabondo della verità (Philips)
- 1974 – Quanno figlieto chiagne e vo' cantà, cerca 'int'a sacca...e dalle 'a libbertà! (Philips, 6323 036)
- 1976 – Momenti (PG Records, PGL 1001)
- 1977 – La musica la gente ed io (PG Records)
- 1978 – Peppino Gagliardi (Penny, REL-ST 19384)
- 1980 – Amore....Ammore (Ri-Fi, RDZ ST 14320)
- 1984 – Io stoo' ca (Bideri)
- 1993 – Il viaggio (Dischi Ricordi)